# Oreochromis tanganicae
Oreochromis tanganicae é uma espécie de peixe da família Cichlidae.
Pode ser encontrada nos seguintes países: Burundi, República Democrática do Congo, Tanzânia e Zâmbia.
Os seus habitats naturais são: rios, pântanos, lagos de água doce, marismas de água doce, marismas intermitentes de água doce e deltas interiores.